# ウォー・ドッグス
『ウォー・ドッグス』（War Dogs）は、2016年にアメリカ合衆国で公開されたコメディ映画。実際に起きた米国政府に対する詐欺事件についてまとめた、武器商人で後に作家に転向したエフレム・ディベロリの回想録とローリング・ストーン誌に掲載されたガイ・ローソンの記事が原作となっている。監督はトッド・フィリップス。出演はジョナ・ヒル、マイルズ・テラー、アナ・デ・アルマス、ブラッドリー・クーパー。クーパーは製作も兼ねている。
日本では劇場公開されずビデオスルーとなった。

## ストーリー
時給75ドルのマッサージ師のデビッドは、一念発起で高級シーツを老人ホームに売る商売をするがなかなかうまくいかない。そんな時親友の葬儀で、幼なじみのエフレムと再開する。以前と同じように意気投合するが恋人の妊娠で経済的にデビッドが追い詰められたところをエフレムが事業パートナーとして打診する。
事業内容は国防総省の少額入札。ある日イラク警察の制式拳銃としてベレッタ社のモデル92を入札するが、生産国のイタリア政府はイラクへの武器輸出を規制してるので隣国ヨルダン経由で納品しようとする。
初の大型案件で取引不成立だと今後国防総省との取引ができなくなるので、是が非でも納品の為に陸路で800kmを走破することになる...。

## キャスト
※括弧内は日本語吹替
- エフレム・ディベロリ（英語版） - ジョナ・ヒル（奈良徹）
- デビッド・パッカウズ（英語版） - マイルズ・テラー（武藤正史）
- イズ - アナ・デ・アルマス（木下紗華）
- ヘンリー・ジラード - ブラッドリー・クーパー（桐本拓哉）
- ラルフ・スラツキー - ケヴィン・ポラック（山本格）
- フィリップ・サントス大尉 - パトリック・セント・エスプリト（英語版）
- マルボロ - ショーン・トーブ
- バシュキム - JB・ブラン
- エンヴァー - ガブリエル・スパイユ（英語版）
- 軍官僚 - バリー・リヴィングストン（英語版）
- 老人ホームのマネージャー - エディ・ジェイミソン
- 老人ホームの歌手 - デビッド・パッカウズ（英語版）